# Atakhebasken
Atakhebasken o Akhetbasaken) va ser una reina nubia d'Egipte de la dinastia XXV. Va ser la Gran Esposa Reial del faraó Taharqa.
A Atakhebasken se la coneix principalment per la seva tomba a Nuri (núm. 36). A la seva tomba s'hi va trobar un uixebti, vasos canopis, que avui es troben a Boston, i un altar avui exposat al Museu Meroe de Khartum. La seva tomba va ser ampliada un cop la capella ja s'havia construït.